# Planspiel
Planspiel bezeichnet eine Methode zur Simulation komplexer realer soziotechnischer Systeme. Neben dem Begriff Planspiel existieren zahlreiche weitere Begriffe, die sowohl in der deutschen als auch in der englischen Sprache teilweise Synonym verwendet werden. z. B. Managementplanspiel, Lernspiel, Simulationsspiel, Simulationsübung (action plan game, management game, educational game, simulation game, planning game, simulation exercise). Dementsprechend gibt es ebenso zahlreiche Definitionen, die aufgrund ihres unterschiedlichen Hintergrunds teils synonyme, teils widersprüchliche Perspektiven und Standpunkte haben. Dennoch scheint Einvernehmen darüber zu herrschen, dass Planspiele in erster Linie pädagogische Ziele verfolgen. Von daher werden Planspiele häufig zu Lehr- und Lernzwecken eingesetzt. Beispiele sind das Unternehmensplanspiel in der Managementausbildung oder das Führungsplanspiel zum Training von Führungskompetenzen. Vergleichbar mit Simulationen sollen auch Planspiele möglichst realitätsnah wirken. Ein wichtiger Unterschied besteht jedoch darin, dass die dargestellte Umgebung vorwiegend auf Annahmen basiert. Diese sind hypothetisch und die künstliche Welt bietet überwiegend Konflikt- und Problemsituationen, welche die Teilnehmenden brauchen, um sich je nach konkreter Zielsetzung zu bewähren. Der Planspielursprung liegt in der Simulation militärischer Auseinandersetzungen (militärisches Planspiel).

## Geschichte
Es ist nicht sicher, welches Spiel den ersten Impuls auslöste. Verschiedene Quellen erwähnen das indische Kriegsspiel Chaturango, das griechische Petteia oder das römische Ludus Latruculorum als Vorläufer des persischen Schach, andere erwähnen das chinesische Brettspiel Wei-Hai (oder auch Wei-Chi genannt, heute als GO bekannt) als historischen Anfang. Allgemeiner Konsens besteht jedoch hinsichtlich des militärischen Ursprungs von Planspielen. Auf Spielbrettern wurden Handlungen zweier Konfliktparteien inszeniert, um unterschiedliche Dispositionen für Entscheidungen nachzuahmen. Da der Kerngedanke von Planspielen einer rundenbasierten Entscheidungsfindung und Reflexion unterliegt, kann ein Schachspiel durchaus damit in Zusammenhang gebracht werden. Bei diesem kommt es laut Meyers Konversations-Lexikon aus dem Jahr 1897 nicht auf Zufall und Glück, sondern auf Umsicht und Scharfsinn, die schließlich zum Sieg führen. Dabei kämpfen zwei gleich starke Heere, repräsentiert (simuliert) durch weiße und schwarze Figuren (Soldaten, Offiziere und König).
Der Spielablauf der ersten dokumentierten militärischen Planspiele wurde nur durch das zugrunde liegende Modell bestimmt, was dazu führte, dass sie als starre Kriegsplanspiele bezeichnet werden. Im Jahr 1644 entwickelte Christoph Weikhmann, Patrizier und Großunternehmer in Ulm, eines der ersten starren Kriegsplanspiele namens „Königs-Spiel“, bei denen zwei Gegner mit 30 Teilen und 14 Bewegungsregeln gegeneinander spielten. Weikhmanns ausdrückliches Ziel war es, in kurzer und einfacher Form politische und militärische Axiomata darzustellen, bei denen mehrere Charaktere involviert sind. Der Schwerpunkt lag weniger auf Konflikten und Feindseligkeiten, sondern mehr auf den Chancen für die Spielenden sich in verschiedenen Rollen wie Marschall, Stadtrat oder Kurier auszuprobieren (siehe Rollenspiel). Deshalb stellt Weikhmanns Arbeit das erste politisch orientierte Planspiel dar.
Ein komplexerer Entwurf eines Planspiels zur Ausbildung junger preußischer Offiziere wurde 1798 von Georg Vintarius entwickelt. In seinem Lehrbuch der Kriegswissenschaft hat er in einem Planspiel das Spielbrett mit einer in 3.600 Felder unterteilten topografischen Karte ersetzt, welches strategisches und taktisches Verhalten für junge Offiziere anhand von Simulationsübungen schulen sollte. Die enorme Komplexität und das 60 Seiten umfassende Regelwerk führten jedoch zum Scheitern der Lehrintentionen. Dies ist eines der ersten dokumentierten Werke, in dem der Zusammenhang zwischen Komplexität und Lehr-/Lernerfolg im Planspiel seine Bedeutung deutlich machte.
Aufgrund fehlender topografischer Darstellungsmöglichkeiten in zuvor entwickelten Planspielen nutzte Kriegs- und Domänenrat Leopold Georg Freiherr von Reiswitz (Reiswitz sen.) 1811 einen Sandkasten zur Darstellung des gewünschten Geländes. Ein Jahr später, 1812, entwickelte Reiswitz sen. den ersten analogen Planspielemulator: eine Kommode, die das geformte Gelände in festem Zustand enthielt.
Leutnant Georg Heinrich Rudolf von Reiswitz (Reiswitz jun.) entwickelte das Planspiel seines Vaters weiter und definierte unter anderem maßstabsgetreue Truppenbewegungen je nach Truppengattung. Basierend auf ballistischen Experimenten berechnete und definierte er auch die Auswirkungen der Waffen, die Teil des Planpiels sind. Hier erweiterte er auch den Einsatz von Würfeln, um Abweichungen von den berechneten Referenzwerten zu berücksichtigen. Insgesamt lässt sich festhalten, dass das Modell des Planspiels von Reiswitz jun. gleichermaßen auf Empirie und Zufall basiert und damit als das erste stochastisch orientierte Planspiel zu bezeichnen ist.
Weitere Fortschritte erzielte der preußische Generalmajor Julius von Verdy du Vernois im Jahr 1876. Er übernahm für das Planspiel das Sandkastenmodell von Reisswitz sen., ernannte jedoch einen unparteiischen Schiedsrichter für die Bewertung der Spielrunden, einen sogenannten Leitenden bzw. Vertrauten. Dadurch erlangte das Planspiel eine höhere Flexibilität und Lebendigkeit, was zu einer höheren Motivation der Lernenden führte. Verdy du Vernois entwickelte eines der ersten freien Kriegsplanspiele, welches der Spielleitung ermöglichte, Einfluss auf den Spielablauf zu nehmen. Darüber hinaus berücksichtigte das Planspiel sowohl die unabhängige Bewertung des Spielerfolgs als auch die Motivation der Teilnehmenden. Die theoretischen Überlegungen von Julius von Verdy du Vernois und seinem Planspiel beeinflussen diese Lehr-Lernmethode bis heute. In diesem Zusammenhang lässt sich kaum eine Veröffentlichung finden, in der er nicht zitiert wird.
Weitere entscheidende Durchbrüche in der Entwicklung des Planspiels gab es zu Beginn des 20. Jahrhunderts. Hier sind Deutschland und die USA zu nennen, die versuchten, sich militärische Vorteile zu verschaffen in zukünftigen bzw. drohenden bewaffneten Konflikten mit Hilfe der Erprobung alternativer Strategien und der strategischen und taktischen Ausbildung ihrer militärischen Entscheidungsträger. Darüber hinaus wurden mögliche Szenarien simuliert, um künftige Entwicklungen auf politischer Ebene zu antizipieren.
Im Jahr 1929 prognostizierte Erich von Manstein (zu dem Zeitpunkt Stabsoffizier, zuletzt Generalfeldmarschall), dass zunehmende politische Konflikte zu einem polnischen Angriff auf Ostpreußen oder Oberschlesien führen würden. Von Manstein schlug vor, die rein militärische Ausrichtung des Planspiels um politische Aspekte zu erweitern, damit politische und militärische Führer voneinander lernen könnten. Daher übernahmen hochrangige Mitglieder des Auswärtigen Amtes die Rollen des Präsidenten des Völkerbundes sowie der polnischen und deutschen Außenminister. Dieser Ansatz ist bemerkenswert, da er den bisher rein militärischen Planspielen eine politische Perspektive hinzufügte und damit Weikhmanns fast 300 Jahre altes Konzept fortführte.
Waren es vor dem Zweiten Weltkrieg meist einzelne mögliche Szenarien, die mit Hilfe von Planspielen geplant wurden, so wurden vor allem in Deutschland ganze Feldzüge mit Blick auf den Zweiten Weltkrieg akribisch geplant und simuliert. 1939 begann die deutsche Wehrmacht mit Hilfe von Kriegsspielen mit der operativen Planung der Operation „Barbarossa“, die später im Krieg gegen die Sowjetunion 1941 umgesetzt wurde. Die deutsche Wehrmacht bereitete theoretisch eine Invasion Englands mit Planspielen vor. Die daraus resultierende Operation „Seelöwe“ wurde jedoch aus verschiedenen Gründen nie realisiert.
Nicht nur in Deutschland wurden Planspiele zur routinemäßigen Vorbereitung größerer Militäreinsätze eingesetzt. Ein weiteres Beispiel ist der japanische Angriff auf Pearl Harbor Ende 1941. Hier war das 1940 gegründete „Total War Research Institute“ mit hochrangigen Spezialisten besetzt, die zur Erforschung von Vorteilen die Rolle militärischer und politischer Beteiligter übernahmen und auch mögliche Nachteile bestimmter Taktiken für diese Operation im Voraus untersuchten. Nach 1940 wurden auch in den USA zahlreiche Planspiele für die verschiedenen Teilstreitkräfte entwickelt.
Die Beliebtheit von Planspielen zum gefahrlosen Austesten von Strategien und Taktiken setzte sich bis ins 20. Jahrhundert fort, insbesondere beim deutschen und japanischen Militär. So hat beispielsweise das japanische Kriegsforschungsinstitut den möglichen Kriegsverlauf für die Jahre 1941 bis 1943 durchgespielt und dabei zahlreiche wirtschaftliche, finanzielle, psychologische und ausbildungstechnische Einflüsse mit berücksichtigt.
Aufgrund ihrer Erfolge im militärischen Kontext fanden die Planspiele auch Einzug in wirtschaftlich orientierte Bereiche. Die Managementsimulation „The Money Game“ (Ein Kartenspiel für vier oder mehr Spieler, frühestes Urheberrecht für den Prototyp 1912, patentiert 1928) von Ralph Norman Angell in Großbritannien entwickelt, und das „Organisation of Production Game“, 1932 von M. Bierstein entwickelt, können aufgeführt werden als die ersten wirtschaftlich orientierten Planspiele. Die Spieltheorie erzielte weitere Fortschritte. John von Neumann & Oskar Morgenstern legten dafür den entscheidenden Grundstein.
Einen weiteren Meilenstein setzte 1955 die RAND Corporation, die ein Planspiel entwickelte, das sowohl wirtschaftliche als auch logistische Aspekte berücksichtigte. Dieses im Auftrag der US Air Force entwickelte Planspiel beinhaltete nicht nur militärische Aspekte, sondern auch die Wirtschaftlichkeit von Lagereinrichtungen und Versorgungsleistungen. Im Jahr 1956 rekrutierte die American Management Association (AMA) Mitarbeitende der RAND Corporation und involvierte das Naval War College, das sich seit 1887 mit „War Gaming“ beschäftigt, sowie IBM-Experten zur Entwicklung des Planspiels „Top Management Decision Simulation“ für die Ausbildung von Führungskräften. Es handelte sich um das erste Planspiel mit ausschließlich ökonomischer Ausrichtung, das alle operativen Bereiche einbezog. Das erfolgreiche Unternehmensplanspiel „Business Management Game“ wurde im selben Jahr von Gerhard Andlinger und Jay Greene für die Beratungsgesellschaft McKinsey entwickelt. Es kann als Pionierarbeit auf seinem Gebiet angesehen werden, da es im Gegensatz zum Planspiel der AMA auf einem Brett gespielt wurde.
Die Einführung der elektronischen Datenverarbeitung und der Einsatz von Computern ergaben immer umfangreichere Anwendungsgebiete für das Planspiel. Nun war es möglich, die Daten schneller als bisher einzugeben und zu verarbeiten, was die Prozesse deutlich beschleunigte und die Menge an Fehlentscheidungen oder Berechnungsfehlern reduzierte.
Infolgedessen wurden in den fünfziger und sechziger Jahren zahlreiche Planspiele entwickelt, um das Management in Unternehmen zu trainieren. Neben dem japanischen Top-Management-Simulationsmodell 625-B wurden insbesondere in den USA mehrere Planspiele entwickelt, z. B.:
- das Managementspiel der Lockheed Missiles and Space Division, 1953[38]
- das Carnegie Tech Management Game, 1957[32]
- das UCLA Executive Decision Game, 1957[32]
- eine Simulation operativer Produktionsaufgaben durch das General Electric Simulation Laboratory, 1958[39]

Gemäß Hausrath (1972) erfolgte in den USA der Durchbruch für Planspiele mit Beginn der 60er Jahre:
- Remington Rand Univac-Studie: Führungskräfte von 95 Unternehmen bestätigen den Einsatz von Planspielen.
- Mehr als 2.000 Management-Auszubildende von Boeing Airplane haben an Planspielen teilgenommen.
- Mehr als 3.600 Mitarbeitende nahmen an der firmeninternen Minneapolis-Honeywell-Schulung TOP BRASS GAME teil.
- 250 Führungskräfte nahmen am PILLSBURY IN-HOUSE GAME teil.
- Mehrere Spitzenmanager der Privatwirtschaft nahmen an Planspielen an der Army Management School teil: 600 in LOGSIM (ein Logistik-Planspiel, das vom Army Operation Research Office entwickelt wurde) und 264 in FORT SIMULATION (ein computergestütztes Logistik-Planspiel, das von der Army Management School entwickelt wurde)
- 15.000 Führungskräfte mittlerer und hoher Ebene nahmen am AMERICAN TELEGRAPH AND TELEPHONE COMPANY’S FINANCIAL MANAGEMENT GAME teil.

Bis 1980 wurden in den USA von Horn & Cleves (1980) mehr als 2.000 Planspiele zu Trainingszwecken aufgeführt. Demgegenüber dokumentierte die von Walter Rohn herausgegebene „Deutsche Planspiel-Übersicht“ in der 5. und letzten Auflage im Jahr 1996 lediglich 300 Planspiele.

## Methode des Planspiels
Die Methode des Planspiels ist die virtuelle Betrachtung oder Untersuchung eines Systems oder einer Operation in der Zukunft. Da das System noch nicht existiert, kann es nur virtuell anhand eines Modells simuliert werden. Diese Simulation entspricht einem realen Experiment, welches jedoch nicht möglich ist, da das System in der Zukunft liegt, oder weil es zu aufwändig ist, um damit zu experimentieren. Das virtuelle Experiment ist jedoch durch einen sogenannten experimentellen Rahmen mit dem realen Experiment logisch und gedanklich verknüpft. Dieser experimentelle Rahmen entspricht dem Szenarium der Simulation.

### Szenarium
Da einem Planspiel im Prinzip eine Planung oder ein Plan, der gespielt/simuliert werden soll, zugrunde liegt, ist immer die Orientierung in Richtung Zukunft wichtig. Es können zwar Erkenntnisse und modulare Bausteine der Vergangenheit genutzt werden, eine Planung ist immer zukunftsgerichtet. Um Pläne zu untersuchen, müssen das Umfeld, die Zielsetzung sowie die verfügbaren Mittel definiert werden. Wichtig ist vor allem der Zeithorizont der Planung. Reale Situationen, die zum gegenwärtigen Zeitpunkt existieren, können relativ präzise definiert und beschrieben werden. In einem mittleren, überschaubaren Zeitabschnitt können Mittel als verfügbar angenommen werden, die unterschiedlich in den Operationen eingesetzt werden. In längeren Zeithorizonten werden Strukturen untersucht, bei denen ein großer Gestaltungsspielraum vorliegt und vielfältige Szenarien angenommen werden können. Je weiter in der Zukunft geplant werden muss, umso größer wird die Anzahl möglicher und anzunehmender Situationen und gleichzeitig die Unsicherheit realistischer Annahmen.

### Modell und Simulation
Ein Planspiel entspricht einer in der Realität angenommenen oder denkbaren Operation in einem Szenarium. Das Planspiel wird dabei von einem Anwender, Experimentator oder einer Kontrollgruppe aufgebaut, kontrolliert und ausgewertet. Im Planspiel können teilweise die menschlichen Funktionen durch Menschen wahrgenommen werden. Dies entspricht der klassischen Anwendung und der Bedeutung eines „Spieles“ und wird auch als „interaktive Simulation“ bezeichnet. Die Operation wird in Form von Regeln, als Plan oder als Spielmodell definiert. Da ein Planspiel eine Simulation und die Simulation die Anwendung eines Modells ist, kann das Planspiel auf der Basis der Modell- und der Simulationstheorie beschrieben und klassifiziert werden.

### Planspiel als Modell
Die Allgemeine Modelltheorie nach Stachowiak beschreibt die wesentlichen Eigenschaften von Modellen. Modelle sind semantische Gedankenmodelle (Gedankenexperimente), physische Modelle (Flugmodelle) oder mathematische Modelle auf Computern (Berechnungsexperimente). Einige, allen Modellarten gemeinsame Eigenschaften sind:
- Relation zwischen Modell und Original
- Verkürzung gegenüber dem Original
- Zweck eines Modells

Modelle sind Substitutionen eines bereits existierenden Originals oder eines noch zu schaffenden, neuen Konstruktes, in unserem Fall eines Planes. Die Differenzierung zwischen der Abbildung eines in der Realität existierenden Originals durch ein Modell oder der Vorbildung eines noch nicht existierenden, zu konstruierenden Objektes oder Systems ist wichtig für die Beurteilung. Die Vorbildung entspricht dem Prozess der Synthese oder der Gestaltung neuer Konstrukte. Die Vorbildungsrelation beschreibt die Art, wie die Eigenschaften des Konstruktes durch die Eigenschaften des Modells wiedergegeben werden. Das Planspiel ist demnach eine Vorbildung eines neuen, oder weiter entwickelten Systems oder ein Mittel zur Prognose des Verhaltens von Systemen zur Planung, Gestaltung und Systemsynthese. Im Idealfall ist das Modell die zum jeweiligen Zeitpunkt bestehende bestmögliche Realisation eines Planes. Eine Verifikation, Validierung und mögliche Akzeptanz basiert auf im Sinne einer Zielsetzung zufriedenstellende Experimente.
Die Verkürzung von Modellen besagt, dass die Eigenschaften der Originale oder der Konstrukte nicht vollständig im Modell wiedergegeben werden. Das Modell repräsentiert nur die Eigenschaften, die für den Anwender des Modells relevant, geeignet oder sensitiv erscheinen. Durch diese Verkürzung wird ein System mittels des Modells manipulierbar und vielfach erst mit vertretbarem Aufwand untersuchbar. Der Grad der Verkürzung des Planspiels im Verhältnis zur Realität ist dabei umso geringer, je mehr Aufwand getrieben werden kann. Welches Verhältnis zwischen Aufwand und Verkürzung angemessen und anzustreben ist, hängt in jedem Einzelfall von vielen Faktoren ab. Ein wesentlicher Faktor ist der beabsichtigte Anwendungszweck des Planspiels.
Die Zweckgebundenheit von Modellen bedeutet, dass Modelle nur gültig sind für bestimmte Modellanwender, zu bestimmten Zeiten und unter bestimmten geistigen und realen Einschränkungen. Modelle werden nur entwickelt und angewendet, um bestimmte Ziele oder Motive der Modellanwender zu erfüllen. Nur unter Berücksichtigung dieser Zielsetzung kann ein Modell beurteilt, akzeptiert oder verworfen werden.

### Planspiel als Simulation
Für Planspiele gelten die wesentlichen Eigenschaften der Simulation:
- Experiment
- Dynamik
- Bestimmtheit
- Reale Komponenten

#### Experiment
Die Simulation ist die Durchführung eines Experimentes mit einem dafür geschaffenen Versuchsaufbau oder einem Modell. Die Methoden und Prinzipien der wissenschaftlichen/technischen Experimente sind bei der Simulation voll anwendbar, wenn die Simulation analogen Zielen dienen soll. Die Akzeptanz der Ergebnisse ist bestimmt durch die Rahmenbedingungen, die Zielsetzung und die Möglichkeit zur Reproduktion und die Nachvollziehbarkeit der Ergebnisse. Auch für ein Planspiel ist die experimentelle Systematik, mit der es vorbereitet, durchgeführt und ausgewertet wird, bestimmend für die Qualität der Ergebnisse:
- Geringe Systematik verbunden mit einer zu kleinen Stichprobe für die Auswertung und die Interpretation der Ergebnisse ohne Berücksichtigung der Randbedingungen. Für Testzwecke, Übungen, Demonstrationen, Unterhaltung oder ähnliche Anwendungen ist dies meistens ausreichend.
- Größere Systematik im Sinne wissenschaftlicher Experimente, wobei die Reproduzierbarkeit der Ergebnisse eine große Rolle spielt.

#### Dynamik
Bei der Durchführung von Simulationen und Planspielen ist die Zeit immer die einzige unabhängige Größe. Von einem Anfangszustand ausgehend werden Zustandsgrößen dynamisch über die Zeit verändert, bis ein Endzustand erreicht wird. Die Zustandsveränderung kann zeitlich kontinuierlich in gleichen Schritten (Zeitschrittfolge), oder zu bestimmten Ereignissen (Ereignisfolge) erfolgen. Bei Planspielen ist die Synchronisation der Simulationszeit mit der Realzeit häufig wichtig, da die Leistung der realen Komponenten im Planspiel, der Spielteilnehmer, mehr durch die Realzeit als durch die Simulationszeit bestimmt ist. Aus der Art der dynamischen Kontrolle des Ablaufs ergibt sich:
- Das Zeitschrittfolgespiel mit einer kontinuierlich erhöhten Spielzeit mit Dehnung oder Kontraktion im Verhältnis zur Realzeit. Im Sonderfall sind die Spielzeit und die Realzeit synchron. Die Zeitschritte werden als Spielzyklus bezeichnet.
- Das Ereignisfolgespiel mit einem Zeitsprung bei Eintreten von bestimmten Ereignissen, die ein Eingreifen der Spielteilnehmer erforderlich machen. Eine Synchronisation der Spielzeit und der Realzeit ist möglich, jedoch wird dabei die übergeordnete zeitliche Kontrolle durch eine kontinuierlich laufende Uhr erfolgen müssen.

#### Bestimmtheit
Die Bestimmtheit der Zustände des simulierten Systems ist davon abhängig, inwieweit Zufallseinflüsse unmittelbar berücksichtigt werden. Die Simulation produziert bei identischen Anfangszuständen unterschiedliche Endzustände, das Ergebnis ist nicht bestimmt. Es lässt sich nur statistisch auf der Basis einer genügend großen Stichprobe in wiederholten Simulationen ermitteln. Man spricht von einer stochastischen Simulation. Wenn alle Abläufe in der Simulation jedoch voll determiniert sind, liegt eine bestimmte oder deterministische Simulation vor. Wiederholte Simulationsläufe produzieren gleiche Endzustände. Die Bestimmtheit im Planspiel ergibt sich aus der Funktion der Spielteilnehmer und der Art des Spielmodells und der Spielregeln. Sie ist jedoch grundsätzlich stochastischer Natur:
- Wenn die Spielteilnehmer eine steuernde Funktion, einen relativ großen Entscheidungsspielraum und ein großes Repertoire an sinnvollen Entscheidungsalternativen haben, wird der stochastische Einfluss durch die Spielteilnehmer verursacht. Dieser Einfluss kann durch ein stochastisches Spielmodell noch vergrößert werden.
- Wenn die Spielteilnehmer eine Regelfunktion haben, müssen sie die durch das stochastische Spielmodell erzeugten Zufälligkeiten im Sinne einer vorgegebenen Zielsetzung auszuregeln versuchen. Obwohl das Spielmodell stochastisch arbeitet, kann dies zu überraschend bestimmten Ergebnissen führen.

Zur Auswertung von Planspielen muss von einer statistisch relevanten Stichprobe ausgegangen werden. Diese kann durch eine genügend große Reproduktion von Endzuständen, wenn nur diese ausgewertet werden sollen, oder durch die Menge von im Planspiel entstandenen Einzelsituationen und Zwischenzuständen gegeben sein. Im letzteren Fall sind nur wenige Planspiele erforderlich.

### Reale Komponente
Es wird unterschieden zwischen einer interaktiven Simulation, bei der Menschen in den Ablauf durch Entscheidungen, Veränderung von Daten usw. eingreifen und einer geschlossenen Simulation, die vom Anfangszustand bis zum Endzustand vollständig automatisch auf einem Computer abläuft. Die interaktive Simulation hat den Vorteil, dass viele Aktionen, Entscheidungen oder Regeln, die in der Realität durch Menschen wahrgenommen werden, sehr viel realistischer in der Simulation dargestellt werden können. Der Nachteil besteht im sehr viel höheren Aufwand im Vergleich zur geschlossenen Simulation, die es ermöglicht, eine große Stichprobe in kurzer Zeit zu erarbeiten. Da jedoch in den sehr komplexen Situationen einer militärischen Operation die menschlichen Entscheidungsprozesse nur unvollständig durch automatische Regeln dargestellt werden können, ist unter Umständen der Rückgriff auf interaktive Simulationen und Planspiele erforderlich.
Die menschliche Komponente in einem Planspiel ist in den Ablauf integriert, wobei die Menschen die gleichen Funktionen übernehmen, die sie in der Realität wahrnehmen würden. Die Organisation der Personen im Spiel kann auf vielfältige Weise erfolgen, sollte jedoch dem Zweck des Spiels, dem zu treibenden Aufwand und dem realen System entsprechen. Da der personelle Aufwand immer eine einschränkende Bedingung ist, wird mit der Verfügbarkeit moderner Rechnerhilfsmittel die menschliche Komponente durch geeignete Software unterstützt. Dadurch werden die Spielteilnehmer von manuellen und zeitraubenden Tätigkeiten im Spielablauf entlastet und können sich voll auf ihre eigentlichen Entscheidungsfunktionen konzentrieren. Diese Rechnerhilfen können analog zu den in realen Systemen ebenfalls auf Computern verfügbaren Führungs- und Informationssystemen gesehen werden. Aus der Art der menschlichen Spielteilnahme ergeben sich folgende Planspielklassen:
- Bei einem Einparteienspiel arbeitet ein Spieler gegen oder mit einem Spielmodell, das auf einem Computer abläuft. Diese Art der Spiele ist durch die weite Verbreitung der Computer für die reine Unterhaltung sehr bekannt geworden.
- Das Zweiparteienspiel ist insbesondere im militärischen Bereich weitgehend eingeführt, wobei jedoch die Parteien in verschiedenen Gruppen und Teams, der Führungsorganisation entsprechend, kooperieren müssen.
- Bei Mehrparteienspielen wird am Anfang von vielen Parteien ausgegangen, die jedoch im Verlauf des Spieles kooperieren können.

Im militärischen Bereich und bei angenommenen Gefechtssituationen sind mindestens zwei von den Menschen im Spiel wahrzunehmende Ziele oder Motive entgegengesetzt. In manchen Anwendungen ist die Zielsetzung eines Planspiels, die Umstände einer Kooperation zu gestalten. In diesem Zusammenhang können folgende Planspielarten gesehen werden:
- Ein verdecktes Spiel erlaubt keine Einblicknahme in die Absichten und Handlungsalternativen eines Gegners. Alle Möglichkeiten der Tarnung, Täuschung und Überraschung können Gegenstand des Spieles sein. Andererseits besteht die Notwendigkeit, ebendiese Aktionen des Gegners durch geeignete Aufklärung aufzudecken. Durch die Vielfalt an Alternativen für die Spielparteien ergibt sich ein relativ großer Aufwand in der Spieldurchführung.
- Ein offenes Spiel hat dagegen mehr analytischen Charakter. Die Spielzüge werden durch die bessere Kenntnis über die Lage und den Handlungsspielraum des Gegners qualitativ besser. Die Spielteilnehmer gewinnen auf diese Weise einen größeren Einblick in die Gesamtsituation und sind besser vorbereitet auf verdeckte Lagen, da Überraschungen nicht mehr so leicht möglich sind. Die Planspiele sind darüber hinaus leichter durchzuführen und erfordern weniger Aufwand.

Neben den menschlichen, realen Komponenten können Hardware und/oder Software in Kombination mit Planspielen eingesetzt und erprobt werden. Insbesondere die Entwicklung der Führungssysteme hat vorteilhaft durch die Nutzung der Planspielmethodik profitiert.

## Zweck
Der Zweck oder die Zielsetzung eines Planspiels kann vielfältig sein und ist bestimmend für die Ausgestaltung und für die Beurteilung der Ergebnisse.

### Experiment
Das ursprüngliche und primäre Ziel eines Planspiels ist es, wie es sich aus dem Begriff ergibt, den Plan einer Operation oder eines Vorhabens zu testen, auf Funktionsfähigkeit zu prüfen und nach Verbesserungsmöglichkeiten zu suchen.
Der Grundgedanke der experimentellen Methode ist die Variation der Versuchsbedingungen und die Feststellung der daraus resultierenden Wirkungen, um Rückschlüsse auf bestimmte Eigenschaften des Untersuchungsobjektes zu ziehen. Die ständig komplexer werdenden Systeme und Strukturen der Streitkräfte mit vielfältigen Funktionen in schwierigen Szenarien erfordern ihre systematische Untersuchung, damit auf den Erkenntnissen aufbauend eine Verbesserung angestrebt werden kann. Das Planspiel als Mittel zur Gestaltung der bestmöglichen Verwendung vorhandener Mittel wird insbesondere eingesetzt, um Einsatzpläne zu testen und zu verbessern. In der Sicherheitspolitik werden strategische Konzepte mit Hilfe von Planspielen entwickelt und überprüft, um auf mögliche Konflikte besser vorbereitet zu sein.
Das Planspiel wird mit als Instrument genutzt, um Verhaltensweisen der Menschen einzeln und in Gruppen zu erforschen. Ein wichtiger Anwendungsbereich ist die Konfliktforschung, um die grundlegenden Phänomene, die zu Konflikten führen, zu erkennen und dadurch eventuell besser zu beherrschen.

### Ausbildung
Das Planspiel als Ausbildungsinstrument ist im militärischen Bereich als Planübung bekannt. Es hat in anderen Ausbildungsbereichen inzwischen seinen hohen pädagogischen Wert bewiesen. Der Spieltrieb ist insbesondere bei Verwendung moderner audiovisueller Hilfsmittel ein großer Anreiz zum aktiven Lernen und Teilnehmen. Im Spiel wird unmittelbar Erfahrung gesammelt, die sonst nur in realen Systemen möglich ist. In technischen Systemen wird dieser Effekt durch Einsatz von Simulatoren genutzt.

### Konfliktlösung
Das Planspiel kann als Hilfsmittel zur Auflösung existierender Konflikte dienen. Vereinzelte militärpolitische Anwendungen zeigen, dass mit Hilfe von Planspielen schwierige Verhandlungen zu komplexen, kontroversen Sachverhalten zu allseits befriedigenden Ergebnissen führen. Hier ist eine mögliche Chance für die Verhandlungen zur Rüstungskontrolle und zur Begleitung von Friedensverhandlungen zu sehen. Die zivile Rechtsprechung und die Mediation hat in mancher Beziehung den Charakter eines Planspiels, indem von einem Streitfall ausgehend durch die Anwälte (Spielpersonen) nach festen Regeln und unter Leitung eines Richters oder Mediators ein Kompromiss angestrebt wird. Hier führt die virtuelle Auseinandersetzung, im Sinne eines Planspiels zu einer hohen Befriedung und Sicherheit im menschlichen Zusammenleben.

### Führungssystem
Das Planspiel als Bestandteil von modernen Führungssystemen bietet die Möglichkeit, dieses Führungssystem unter extremer Belastung zu testen, zu überprüfen und auf Schwachstellen zu untersuchen. Außerdem kann die menschliche Komponente im Führungssystem trainiert und auf Ausnahmesituationen vorbereitet werden. Für Planspiele entwickelte, und damit erprobte Hilfsmittel haben sich als wichtige Komponenten moderner Führungssysteme für die Streitkräfte ergeben.

## Bestandteile
Ein Planspiel besteht dabei aus grundlegenden Komponenten:
- einer (sozialen) Umwelt des Systems,
- einer interaktiven Rollenspielkomponente und
- einer Regelspielkomponente (Spielregeln).

Darin unterscheiden sich Planspiele von einfachen Simulationen. Seit einigen Jahren setzt sich auch im deutschsprachigen Raum ein umfassender Planspielbegriff durch. Dieser korrespondiert mit dem englischsprachigen Verständnis der „Gaming Simulation“.
Ein Planspiel gliedert sich klassischerweise in drei Phasen.
- Das Briefing: die Einstiegsphase.

Die Teilnehmer werden in das Spiel eingeführt, die Regeln des Planspiels werden erklärt. Sie übernehmen einzeln oder als Kleingruppen ihre Rollen.
- Die Simulation: die Spielphase.

Dies ist die Phase, in welcher aktiv gespielt wird. In der Regel besteht die Spielphase aus mehreren Runden, in denen die Teilnehmer Entscheidungen zu treffen haben und am Ende der Runde die daraus resultierenden Ergebnisse erfahren.
- Das Debriefing: die Auswertungsphase.

In dieser Phase werden die Ergebnisse aller Aktivitäten und Entscheidungen zusammengeführt. Das Gesamtergebnis wird diskutiert und interpretiert. Dieser Teil des Planspiels ist für das Lernen der Teilnehmer besonders wichtig.

## Einsatz
Mit Planspielen kann man nahezu alle soziotechnischen Systeme simulieren. Ein Beispiel ist die Lösung konfliktreicher Situationen mit vielen Akteuren.
Auf der Grundlage eines Szenarios übernimmt jeder Teilnehmende eine zugewiesene Rolle (siehe Rollenspiel). In diesen Rollen versuchen sie, ihre spezifischen Interessen zu vertreten. Im Gegensatz zu bloßen Rollenspielen agieren die Teilnehmenden dabei in der Regel in Kleingruppen. Sie erhalten oft ein Gruppen- bzw. Rollenprofil, das Informationen über den Ablauf des Planspiels, ihre jeweiligen Rollen im Entscheidungsprozess sowie spezifische Interessen und Positionen in Bezug auf den Konfliktgegenstand enthält.
Die gemeinsam erarbeitete (Spiel-)Realität eignet sich besonders gut für die nachfolgende Aufarbeitung. Bei der Auswertung werden in der Regel vier Phasen unterschieden:
1. Intuitive Spielanalyse (mögliche Fragen: Was ist passiert? Was haben die Spieler empfunden?)
2. Spielreflexion und Distanzierung (Wie lässt sich der Spielverlauf erklären? Wie bewerten die Gruppen das Spielergebnis? Was hat das Ergebnis beeinflusst?)
3. Transfer (Welche Aspekte des Szenarios und des Spielverlaufs waren realistisch, welche nicht? Welche Relevanz hat das Ergebnis des Planspiels für unseren Blick auf die Realität?)
4. Spielkritik (Was haben wir gelernt? Was nicht? Was nehme ich persönlich mit? Wie könnte man das Spiel verbessern?)

Eine wichtige Subkategorie der Planspiele sind die Unternehmensplanspiele, welche in immer stärkerem Maße eingesetzt werden, um Mitarbeiter, Auszubildende und Studierende in unternehmerischen Fragestellungen zu trainieren. Aber auch Planspiele zu politischen Themen sind mittlerweile sehr verbreitet. Mit der Einführung des Computers erlebten die Planspiele nach dem Zweiten Weltkrieg eine kaum überschaubare Entwicklung, weil durch die maschinelle Unterstützung die Realität in wesentlich komplexerer Form abgebildet werden konnte. Die von Walter Rohn herausgegebene „Deutsche Planspiel-Übersicht“ dokumentierte in der 5. und letzten Auflage 1996 über 300 (Unternehmens-)Planspiele.
Planspiele leben von der Bereitschaft der Teilnehmenden, sich auf offene Lernprozesse einzulassen. Das Ergebnis der Simulation bestimmen die Spieler daher selbst. Planspiele ermöglichen selbst gesteuertes und kreatives Arbeiten und Lernen. Dafür muss im Planspiel die Komplexität der realen Welt notwendigerweise auf das Wesentliche reduziert werden.
Planspiele ermöglichen dabei den Mitspielern das Ausprobieren in unterschiedlichen Rollen ohne Schaden und sind eine bewährte Methode des „Action Learning“. Der handlungsorientierte Ansatz von Planspielen kann bei den Teilnehmenden neben einem Zugewinn an Faktenwissen auch zu einem tieferen Verständnis gesellschaftlicher Prozesse führen. Gleichzeitig kann das Eindenken in möglicherweise ungewohnte Positionen zur Reflexion eigener Ansichten beitragen. Aus diesem Grund werden Planspiele vielfach auch in der Demokratie- und Toleranzerziehung eingesetzt.
Planspiele ermöglichen erfahrungsbasiertes Lernen, insbesondere auch zu räumlich und zeitlich entfernten Phänomenen. Wie in einem „Flugsimulator“ können Spielende mit verschiedenen Strategien experimentieren und deren Auswirkungen auf komplexe Systeme erfahren, ohne Auswirkungen auf die reale Welt zu befürchten. Damit eignen sich Planspiele zum Beispiel zur Vermittlung des Klimawandels und der internationalen Klimapolitik. Das Potential von Planspielen zur Vermittlung des Klimawandels ist für einzelne Klimaspiele empirisch nachgewiesen worden.

## Reflexion der Planspiel- oder Handlungserfahrung
Als primäres Motiv im Zusammenhang mit der Konzeptualisierung von Planspielen wird häufig das allgemeine Ziel der Förderung des kognitiven und affektiven Lernens genannt. Ziele von Planspielen sind beispielsweise die Förderung sozialer Fähigkeiten oder das Zusammenführen von Argumenten und Fakten, um ein bestmögliches Ergebnis zu erzielen. Weitere Ziele beinhalten z. B. die Auseinandersetzung mit der eigenen Perspektive als Verbesserung der eigenen Entschlossenheit. Diese Beispiele zeigen, dass ein Planspiel im Allgemeinen zwar bestimmte Kompetenzen fördert, jedoch oftmals nicht berücksichtigt wird, ob es den aktuellen Bedürfnissen der Zielgruppe entspricht.
Die durch den Bologna-Prozess angestoßene Diskussion um Kompetenz und Kompetenzerwerb hatte spürbare Auswirkungen auf den Bildungssektor. Als Konsequenz wurde der gemeinsame Europäische Qualifikationsrahmen (EQR) entwickelt, der als kompetenz- und leistungsorientiertes Übersetzungssystem zu verstehen ist. Laut ECTS Users' Guide umfasst das Lernziel einer Veranstaltung eine Vielzahl von Kompetenzen. Dabei handelt es sich um eine dynamische Kombination von Eigenschaften, Fähigkeiten und Einstellungen. Auf dieser Grundlage entwickeln Akkreditierungsagenturen Kompetenzstandards, die z. B. in die Entwicklung von Lehrplänen integriert werden. Diese Aktivitäten üben ihren Einfluss auf verschiedene Bereiche aus, allgemein z. B. die European Association for Quality Assurance in Higher Education (ENQA) oder speziell z. B. in den Ingenieurwissenschaften mit den Vorgaben des European Network for Accreditation of Engineering Education (ENAEE). Ähnlich hat es sich auch in anderen Ländern entwickelt. In den USA werden Kompetenzziele z. B. durch das Accreditation Board for Engineering Technology (ABET) festgelegt. Studiengänge in Australien folgen Kompetenzzielen, die z. B. vom Verband Engineers Australia (EA) festgelegt wurden. Solche Standards beeinflussen sowohl die Konzeption ganzer Studiengänge als auch die Entwicklung einzelner Veranstaltungen. Planspiele als Lehr-Lernmethode sind demzufolge nicht davon ausgenommen. Basierend auf diesen Entwicklungen mussten Planspiele auch einer zunehmenden Kompetenzorientierung nachkommen, was auch zur Vermeidung von Defiziten in der didaktischen Gestaltung beiträgt.
Da die Teilnehmenden in einem realitätsnahen Modell durch selbständiges Handeln ein Verständnis für spezifische Situationen entwickeln können bieten Planspiele ein großes Potential für eine umfassende Kompetenzentwicklung. Das Planspiel, bestehend aus einer Menge von konflikt- und problemhaltigen Situationen, lässt die Teilnehmenden Konsequenzen erleben, welche sich aus ihren Entscheidungen und ihrem Verhalten ergeben. Aus diesem Grund steht die Handlungserfahrung bei Planspielen im Vordergrund, was insbesondere die Entwicklung von Handlungskompetenz maßgeblich unterstützt. Insofern kommt dem Planspiel als Lehr-Lernmethode im Kontext der zugenommenen Diskussion über Kompetenzen und deren Erwerb ein besonderer Stellenwert zu. Unter einem kompetenzorientierten Planspiel wird daher Folgendes verstanden:
„Ein kompetenzorientiertes Planspiel ist in jeder Phase an einem valide und reliabel entwickelten zielgruppenbezogenen Kompetenzmodell ausgerichtet, welches die Teilnehmer/innen auf Grund von Erfahrungen in einem realitätsnahen konflikt- und problemhaltigen Umfeld motivieren soll, spezifische Handlungsfähigkeiten zu entwickeln, mit dem Zweck, diese so erlangten Fähigkeiten in einem tatsächlichen, wettbewerbsorientierten Kontext angepasst und verantwortungsvoll erfolgreich einsetzen zu können.“
Um der Orientierung an Kompetenzen nachzukommen und damit die Handlungserfahrung stärker zu akzentuieren, was dazu führt, dass die Qualität von Planspielkonzepten weiter erhöht werden kann, liegen Planspiele adressatengerechte Kompetenzmodelle und spezifische Kompetenzprofile zu Grunde, welche als Basis für die Definition von Lernzielen dienen. Diese Orientierung gilt gleichermaßen für die Phasen der Konzeption, der Entwicklung, der Durchführung und des Abschlusses von Planspielen. Ausgehend von diesen Zielen wird das Planspiel derart gestaltet, dass die Lernumgebung zu einer bestmöglichen Zielerreichung führt. Die Auswahl von Aufgaben innerhalb der Planspielveranstaltung sollte sich zwar an den zuvor ermittelten Kompetenzmodellen orientieren, zusätzlich aber auch die Zusammenhänge zwischen Kompetenzniveau, Karriereebene und Lernzielaktivität berücksichtigen.